# The Girl in the Spider's Web
The Girl in the Spider's Web är en amerikansk-svensk thrillerfilm från 2018, i regi av Fede Álvarez. Filmen är baserad på den fjärde romanen, Det som inte dödar oss, i serien Millennium. Boken är skriven av David Lagercrantz efter originalförfattaren Stieg Larssons bortgång. Claire Foy spelar Lisbeth Salander och Sverrir Gudnason har fått rollen Mikael Blomkvist.

## Handling
Frans Balder, en svensk dataprogrammerare i Stockholm, har utvecklat projekt Firefall för amerikanerna. Projektets syfte är att gå in i och styra nätbaserade försvarssystem. Balder anser att projekt Firefall är för farligt och lejer därmed hackern Lisbeth Salander för att återta det åt honom. Lisbeth lyckas hacka sig in i NSA:s högkvarter i Washington, D.C. och stjäla Firefall-filen, vilket fångar agent Edwin Needhams uppmärksamhet, men filen är krypterad. När Lisbeths liv sen hotas av en grupp yrkesmördare som lyckas sno hennes dator med Firefall-filen innan hon hinner överlämna filen till Balder, behöver hon journalisten Mikael Blomkvists hjälp att hitta de som försökte ta livet av henne och återta filen. Det gör att Lisbeth och Mikael fångas in i ett nät av spioner, cyberbrottslingar och korrupta myndighetspersoner. Ett nät direkt länkat till Lisbeths numera döda psykopat till pappa Alexander Zalachenko och hans andra dotter Camilla.

## Rollista (i urval)
- Claire Foy – Lisbeth Salander
- Sverrir Gudnason – Mikael Blomkvist
- Lakeith Stanfield – Agent Edwin Needham
- Sylvia Hoeks – Camilla Salander
- Stephen Merchant – Frans Balder
- Claes Bang – Jan Holtser
- Christopher Convery – August Balder
- Vicky Krieps – Erika Berger
- Synnøve Macody Lund – Gabriella Grane
- Cameron Britton – Plague
- Andreja Pejić – Sofia Novak
- Mikael Persbrandt – Alexander Zalachenko
- Beau Gadsdon – Lisbeth Salander som ung
- Carlotta von Falkenhayn – Camilla Salander som ung
- Volker Bruch – Peter Ahlgren